# Yakorouda (obchtina)
Yakorouda (bulgare : Якоруда) est une obchtina de l'oblast de Blagoevgrad en Bulgarie.